# Selim II.
Selim II. (turško سليم ثانى, Selīm-i sānī, imenovan tudi Sarhoş Selim – Selim Pijanec), sultan Osmanskega cesarstva od leta 1566 do smrti leta 1574, sin sultana Sulejmana I. Veličastnega in njegove druge žene Rokselane (Hürrem Sultan),  * 28. maj 1524, Manisa, Anatolija, † 12. december 1574, Istanbul
Na prestol je prišel leta 1566 po smrti očeta Sulejmana I..  V nasprotju z očetom ni imel prav nobenega vladarskega duha in občutka za odgovornost in se je posvečal predvsem svojim privatnim zadovoljstvom, haremskemu življenju, lovu, pijančevanju, glasbi in poeziji. Bil je prvi osmanski sultan, ki ni vojskovanju posvečal prav nobene pozornosti.
Večino državnih poslov je z njegovimi pooblastili vodil veliki vezir Mehmed Paša Sokolović, ki si je prizadeval skleniti in utrditi mir s svojimi sosedi. 17. februarja 1568 je s cesarjem Svetega rimskega cesarstva Maksimilijanom II. Habsburškim sklenil častno mirovno pogodbo, s katero se je cesar obvezal, da bo sultanu prepustil Moldavijo in Vlaško in mu ″podaril″ po 30.000 dukatov letno.
Selim je imel v Rusiji manj sreče in že prvi spopad s severnim sosedom se je sprevrgel v katastrofo. V Istanbulu so nameravali Volgo in Don povezati s prekopom, zato so poleti  leta 1569 v Rusijo poslali veliko vojsko janičarjev in konjenice. Začeli so oblegati Astrahan in kopati prekop, medtem pa je njihova vojna mornarica napadla Azov. Branilci Astrahana so z izpadom iz mesta odbili oblegovalce, potem pa jim je prišla na pomoč ruska vojska s 15.000 vojaki. Rusi so napadli in razgnali delavce na  prekopu in tatarsko vojsko, ki jih je branila, za nameček pa je bila zatem v viharju uničena še osmanska flota. Na začetku leta 1570 je ambasador ruskega carja Ivana IV. Groznega v Istanbulu podpisal mirovno pogodbo, s katero so obnovili mir med Osmanskim in Ruskim cesarstvom.
Vojni pohodi v Hidžaz na vzhodni obali Rdečega morja in Jemen so bili bolj uspešni, osvojitev Cipra leta 1571, pa je pripeljala do katastrofalnega poraza osmanske vojne mornarice v pomorski bitki pri Lepantu. Razbito floto so izredno hitro obnovili. V samo šestih mesecih so zgradili okrog 150 galej in 8 galeonov in Osmansko cesarstvo je že leta 1573 ponovno vzpostavilo svojo prevlado v Sredozemlju. Nekaj mesecem pred Selimovo smrtjo so osvojili še Tunizijo, ki je bila od leta 1572 v španskih rokah.
Sultan Selim II. je umrl leta 1574 zaradi alkoholizma.
Med njegovim vladanjem so v Odrinu (Edirne) zgradili znano džamijo Selimije (Selimova džamija) in mestno obzidje, v Meki pa so popolnoma obnovili stari mestni vodovod.